# Надія (Болградський район)
Надія (у минулому: Село № 24, до 1945 Гофнунґсфельд, у 1945—2025 — Надеждівка) — село Арцизької міської громади в Болградському районі Одеської області в Україні.

## Історія
Село засноване свого часу німецькими колоністами. 14 листопада 1945 село Гофнунгсфельд перейменовано на Надеждівка, Гофнунгсфельдська сільська рада на Надеждівську.
12 червня 2020 року, відповідно до Розпорядження Кабінету Міністрів України від № 724-р «Про визначення адміністративних центрів та затвердження територій територіальних громад Одеської області», увійшло до складу Арцизької міської територіальної громади.
19 липня 2020 року, в результаті адміністративно-територіальної реформи і ліквідації Арцизького району, село увійшло до складу новоутвореного Болградського району.
20 березня 2024 року Комітет Верховної Ради України з питань організації державної влади, місцевого самоврядування, регіонального розвитку та містобудування підтримав перейменування села на Шампань, проте французьке посольство висловило заперечення проти цього і згодом рішення було скасоване. 5 червня 2025 р. Верховна Рада проголосувала за повернення історичної назви села — Надія.

## Населення
Згідно з переписом 1989 року населення села становило 667 осіб, з яких 317 чоловіків та 350 жінок.
За переписом населення 2001 року в селі мешкало 699 осіб.

### Мова
Розподіл населення за рідною мовою за даними перепису 2001 року:
| Мова       | Відсоток |
| ---------- | -------- |
| російська  | 72,51 %  |
| українська | 16,69 %  |
| болгарська | 6,73 %   |
| румунська  | 2,52 %   |
| гагаузька  | 1,4 %    |
| білоруська | 0,14 %   |

## Герб і прапор
На червоному полі золотий православний пророслий хрест-виноградна лоза. На зеленій базі золоті бочки з чорними обручами, один і два. Щит розміщений у золотому картуші, увінчаний золотою сільською короною.

### Символіка
Хрест, що проростає пагонами виноградної лози символізує православну віру та сільську церкву Казанської ікони Божої Матері. Виноградна лоза вказує на поширення виноградарства у селі, та є символом родючості та багатства.
Винні бочки символізують радгосп-завод «Шампань України», який займається виноградарством, виробництвом винопродуктів і зернових. Зелений колір відображає родючість Буджацької землі, відродження та процвітання сільського господарства, червоний — мужність, гідність та труд.